# Campeonato Nacional de Fútbol 1969
Il Campeonato Nacional de Fútbol 1969 è stata la 11ª edizione della massima serie del campionato di calcio dell'Ecuador ed è stata vinta dalla LDU Quito, che conquistò il suo primo titolo.

## Formula
Il torneo passa ancora una volta alla formula del girone unico: su 14 partecipanti, retrocedono le ultime 4 classificate.

## Classifica
|                    | Pos. | Squadra              | Pt | G  | V  | N | P  | GF | GS | DR  |
| ------------------ | ---- | -------------------- | -- | -- | -- | - | -- | -- | -- | --- |
| Ecuador (bandiera) | 1.   | LDU Quito            | 42 | 26 | 19 | 4 | 3  | 75 | 20 | +55 |
|                    | 2.   | América de Quito     | 37 | 26 | 15 | 7 | 4  | 39 | 18 | +21 |
|                    | 3.   | Aucas                | 36 | 26 | 16 | 4 | 6  | 50 | 27 | +23 |
|                    | 4.   | Barcelona SC         | 33 | 26 | 14 | 5 | 7  | 35 | 20 | +15 |
|                    | 5.   | El Nacional          | 32 | 26 | 13 | 6 | 7  | 56 | 36 | +20 |
|                    | 6.   | Emelec               | 31 | 26 | 11 | 9 | 6  | 34 | 28 | +6  |
|                    | 7.   | Deportivo Quito      | 30 | 26 | 12 | 6 | 10 | 40 | 28 | +12 |
|                    | 8.   | Everest              | 25 | 26 | 8  | 9 | 9  | 46 | 45 | +1  |
|                    | 9.   | Universidad Católica | 22 | 26 | 9  | 4 | 13 | 34 | 47 | -13 |
|                    | 10.  | Patria               | 21 | 26 | 8  | 5 | 13 | 28 | 36 | -8  |
|                    | 11.  | Norte América        | 19 | 26 | 7  | 5 | 14 | 24 | 40 | -16 |
|                    | 12.  | Manta Sport          | 17 | 26 | 7  | 3 | 16 | 33 | 59 | -26 |
|                    | 13.  | América de Ambato    | 13 | 26 | 5  | 3 | 18 | 32 | 72 | -40 |
|                    | 14.  | Inecel               | 6  | 26 | 2  | 2 | 22 | 17 | 67 | -50 |

## Verdetti
- LDU Quito campione nazionale
- LDU Quito e América de Quito in Coppa Libertadores 1970
- Norte América,  Manta Sport, América de Ambato e Inecel retrocessi.

## Classifica marcatori
| Gol |  |  | Giocatore            | Squadra           |
| --- |  |  | -------------------- | ----------------- |
| 26  |  |  | Francisco Bertocchi  | LDU Quito         |
| 17  |  |  | Tom Rodríguez        | El Nacional       |
| 16  |  |  | Patricio Peñaherrera | El Nacional       |
| 13  |  |  | Eusebio Borjas       | América de Ambato |
| 13  |  |  | Claudio Lezcano      | Aucas             |
| 13  |  |  | Carlos Ríos          | LDU Quito         |
| 13  |  |  | Eusebio Rolón        | Aucas             |
| 12  |  |  | Fausto Correa        | El Nacional       |
| 11  |  |  | Migdonio Aguirre     | América de Quito  |
| 11  |  |  | Oscar Barreto        | Deportivo Quito   |
| 11  |  |  | Joselito Garcés      | Manta Sport       |
| 11  |  |  | Hugo Novasco         | América de Quito  |
| 11  |  |  | Enrique Raymondi     | Everest           |
| 10  |  |  | Jorge Tapia          | LDU Quito         |